# Poliziotto sprint
Poliziotto sprint è un film del 1977, diretto da Stelvio Massi. La parte acrobatica del film fu eseguita dal noto stuntman francese Rémy Julienne e dalla sua équipe.

## Trama
Marco Palma è un giovane pilota della Squadra mobile della Polizia di Stato, desideroso di imitare le gesta del maresciallo Tagliaferri, da giovane anch'egli pilota della squadra speciale.
Mentre stanno discutendo di automobili, Palma ed il suo collega Silicato vengono avvertiti via radio che è in corso un inseguimento di una Porsche sulla via Flaminia. Anche loro si mettono ad inseguire l'auto dei banditi insieme ad una normale volante della polizia. L'auto guidata da Palma, un'Alfa Romeo Giulia di colore verde, cappotta in curva dopo una frenata ad alta velocità, ferendo lievemente gli occupanti e così i rapinatori riescono a farla franca. Dopo pochi giorni, Palma ed il suo collega sono di nuovo in servizio, sempre a bordo dello "Squalo 6", che nel frattempo è stata riparata e "truccata" da Palma di nascosto poiché, essendo l'auto di proprietà dello stato, non si potevano fare modifiche al motore.
Un giorno viene rapinato il Banco di Roma e la polizia insegue i rapinatori a bordo di una Citroën DS. Una Citroen identica alla precedente, guidata da alcuni complici dei banditi, gira per le vie della città ma in una zona distante dal luogo della rapina, confondendo le volanti. Il maresciallo Tagliaferri, dopo alcune riflessioni in centrale, capisce che le Citroen sono due e dà la notizia via radio. Invece di andare all'inseguimento sul luogo comunicato dalla centrale, Palma tenta di intercettare una delle due Citroen. Intanto il maresciallo capisce che ad aver organizzato il colpo è Jean Paul Dossena, detto il Nizzardo, suo acerrimo nemico, grande pilota francese.
Tagliaferri ordina a Palma di lasciar perdere, subodorando un eventuale tranello organizzato da Dossena, ma testardo, Marco continua l'inseguimento che si conclude con il cappottamento dell'auto e la morte di Silicato. Marco è triste e vuole lasciare la polizia, ma Tagliaferri, viste le sue abilità di guida decide di farlo entrare sotto copertura nella squadra del Nizzardo, quindi rispolvera dal garage della Polizia una vecchia Ferrari 250 GTE, opportunamente camuffata da auto civile per inseguire le auto più veloci.
Palma si è infiltrato nella gang dopo aver superato prove di guida spericolata e il Nizzardo gli propone di fare da pilota ad una rapina prevista nei giorni successivi, ma Francesca, la sua ragazza, lo riconosce per caso per strada e lo chiama rivelando senza volerlo la vera identità ai rapinatori. Il Nizzardo realizza in ogni caso la rapina e fugge, Palma riesce a catturarlo mentre scappa a piedi, ma lo lascia andare perché non vuole prenderlo in quel modo. Dopo alcuni giorni il Nizzardo si presenta al commissariato e sfida Palma, ma durante un salto acrobatico avrà un incidente mortale.

## Curiosità
- Il film è ispirato alla squadra speciale di polizia del maresciallo Armando Spatafora
- Nel film è presente un flashback di un inseguimento tra automobili lungo la scalinata di Trinità dei Monti, che affaccia su piazza di Spagna.[1] La scena farebbe riferimento a un aneddoto capitato al maresciallo Armando Spatafora, in forza alla Squadra mobile di Roma,[2] che, insieme ad altri colleghi, aveva seguito un corso di addestramento alla guida veloce presso gli stabilimenti della Ferrari
- Si tratta del primo poliziottesco in cui Maurizio Merli recita con la propria voce (in quelli precedenti l'attore era sempre stato doppiato da Pino Locchi)
- La Ferrari utilizzata per le riprese venne esposta danneggiata in diverse sale cinematografiche per poi entrare a far parte di Maranello Rosso fino allo smembramento della collezione, trasformata però nel mascherone della carrozzeria in una 250 GTO[3]

## Distribuzione
Distribuito nei cinema italiani il 10 agosto 1977, Poliziotto sprint ha incassato complessivamente 1.308.000.000 di lire dell'epoca.